# سفاري بارك
سفاري بارك أو حديقة الجيزة أو حديقة 30 يونيو هي حديقة تقع في منطقة إمبابة أمام مطار إمبابة بالجيزة، مصر.تبلغ مساحتها حوالي 38 فدان  وتضم الحديقة مناطق مفتوحة ومنطقة نخيل، منطقة أحواض زراعية، شلالات، نوافير، منطقة سواقي، بحيرة صناعية ومسارح وكافيرتيات.